# Guerra en la Antigua Grecia

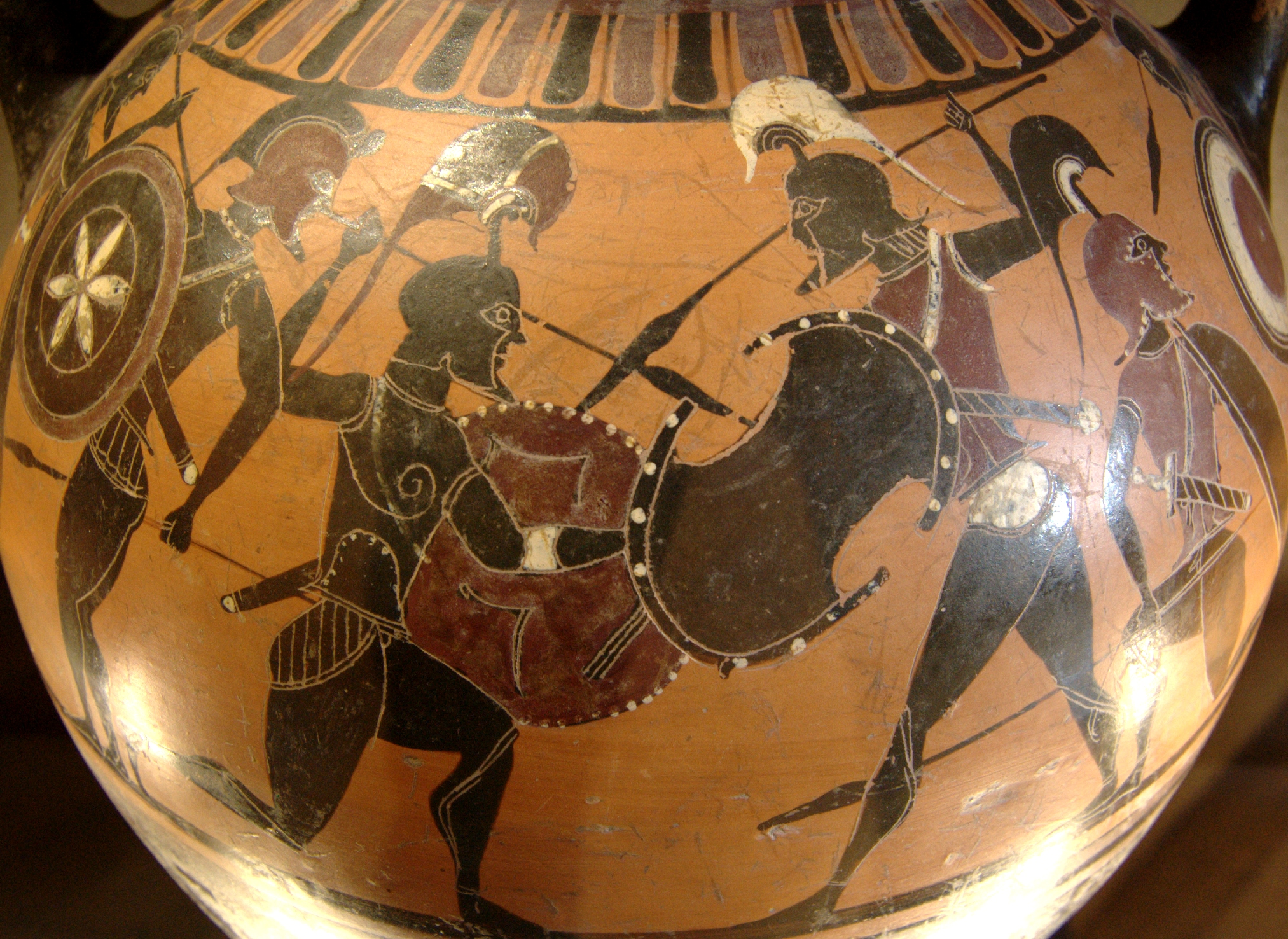
Guerreros griegos.

Guerra en la Grecia Antigua es el término usado para describir los enfrentamientos entre las polis griegas (las ciudades estado de la Antigua Grecia), entre la revolución hoplítica del siglo VIII a. C. y la emergencia del imperio macedonio en el siglo IV a. C.
Pocas civilizaciones fueron tan belicosas como las polis griegas, a pesar de que fueron sociedades poco militarizadas hasta el siglo IV a. C. Los templos tienen representaciones en sus frontones y sus frisos con dioses con indumentaria de hoplita. Los vasos cerámicos glorifican las filas de la falange. Las estelas funerarias representan las muertes de los soldados de infantería. Platón utiliza a menudo el modelo de la guerra para ilustrar sus teorías de la virtud y del conocimiento y extrae frecuentemente sus ejemplos de la experiencia militar personal de Sócrates. Para Heródoto, Tucídides o Jenofonte, era aparentemente inconcebible relatar otras cosas. Para Sócrates, matar hombres guerreando por Atenas no se oponía a la práctica de la dialéctica o de la reflexión abstracta.

## Organización
La guerra griega antigua estuvo dominada en tierra por la formación de la falange, una profunda línea formada por hoplitas equipados con escudos, lanzas y espadas. El hoplita recibe su nombre de la palabra griega "hoplon", palabra genérica para designar a las armas, (en específico el hoplon o escudo que utilizaban estos) ; de ahí la palabra "panoplia"(todas las armas). Actualmente mucha gente cree que la palabra "hoplon" significa escudo; cuando la palabra para el mismo sería "aspis". El plan de la falange consistía básicamente en avanzar hacia el enemigo con la lanza de cada falangita extendida hacia el enemigo. Cuando la falange llegaba al alcance de las espadas, los falangitas sacaban las suyas y empezaban a luchar. Si los arqueros enemigos disparaban flechas a la falange, los falangitas levantaban sus escudos, puesto que la unidad era esencial para su defensa. La falange griega era la mejor infantería, demostrada por la victoria ateniense en Maratón. Diez mil hoplitas atenienses organizados en una falange, derrotaron a un ejército persa muy superior en número, de unos 26 000 hombres; los soldados atenienses sufrieron escasas pérdidas. Otro tipo de soldado era el peltasta, que pertenecía a la infantería ligera y estaba equipado principalmente con varias jabalinas. Los peltastas eran usados normalmente para las escaramuzas.
El antiguo reino de Macedonia perfeccionó la falange con el uso de las, inusitadamente largas, sarissas. Además de la formación de la falange, los macedonios bajo el rey Filipo II comenzaron a usar escuadrones de caballería ordenados y unidades tácticas de escaramuzadores en la batalla.
Otro cambio introducido por Filipo II fue la creación y el mantenimiento de un ejército profesional. Antes, las falanges griegas habían estado compuestas por soldados-ciudadanos. Los ejércitos profesionales, sin embargo, muy entrenados fueron la norma; especialmente después de que el hijo de Filipo, Alejandro III, conquistara el vasto imperio persa y, a su muerte, dejara varios estados a los diádocos. No fue hasta la evolución de la falange al estilo más flexible de la legión romana, en organización y equipamiento, y combinado con el más ampliamente difundido uso de la caballería ligera, cuando la falange griega perdió en el campo de batalla. Otra forma de falange, la falange oblicua, se empleó cuando los ejércitos enfrentados intentaban flanquear a la falange, o atacar los lados vulnerables. Para defenderse contra dicha maniobra, las alas derecha y central de la falange se fusionaban con el ala izquierda para formar una falange de cincuenta hombres de fondo.
En torno a la época de las guerras médicas, los griegos (y especialmente los atenienses) tuvieron la idea de armar barcos y luchar en el mar. La embarcación de combate griega básica era el trirreme, con tres hileras de remos en cada lado para aumentar la velocidad y la maniobrabilidad. La estrategia ateniense en los combates navales demostró su éxito en la batalla de Salamina, donde una pequeña flota ateniense basada en el principio de chocar, quemar y capturar las embarcaciones enemigas, venció  completamente a la flota persa.
Después de la derrota de los persas en el mar Egeo, los atenienses usaron su marina como defensa contra los piratas y  los otros peligros, en un esfuerzo de promover el comercio dentro de la confederación de Delos. La guerra naval fue decisiva en la guerra del Peloponeso, cuando la estrategia de Atenas se convirtió otra vez en superioridad naval y los atenienses intentaron encerrarse dentro de sus Muros Largos y utilizar su flota para bloquear los puertos de los aliados de Esparta, limitando el comercio. Después de la arriesgada aventura militar en Sicilia, Atenas perdió una gran parte de su flota y muchos de sus mejores soldados. Los espartanos aprovecharon este golpe aplastando y creando rápidamente su propia marina con el apoyo de Persia. Con un incuestionable ejército de tierra y una marina pasable, Esparta incitó a muchas colonias atenienses a rebelarse, privando a Atenas de los fondos necesarios para construir más barcos. No pasó mucho tiempo antes de que Esparta tomara Atenas, derribara los muros de la ciudad y la saqueara.

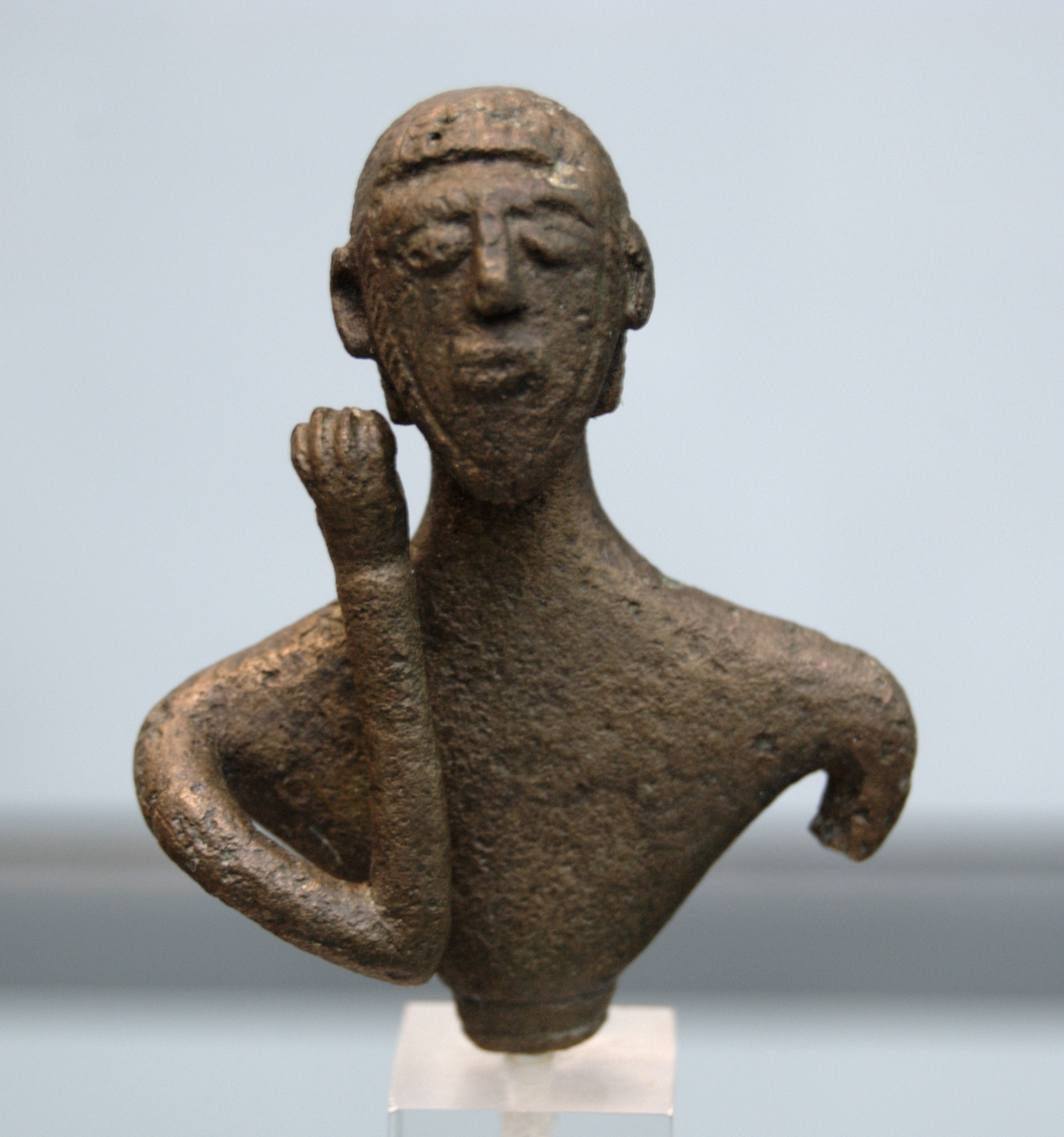
Guerrero desnudo portando una lanza con el brazo levantado. Bronce del, Staatliche Antikensammlungen de Múnich.

## El soldado-ciudadano
Un ciudadano era, por definición, un soldado. Y el grado de cualificación política del ciudadano era el que determinaba su grado de cualificación militar. A las clases sociales más altas les correspondían los cargos superiores.
En la Atenas del siglo V a. C., los pentacosiomedimnos, los miembros de la primera clase tenían el privilegio de la trierarquía, la liturgia principal, que les encargaba armar la flota. Los caballeros se elegían entre los hippeis, los miembros de la segunda clase. Y para pertenecer a la falange de los hoplitas debían formar parte de los zeugitas, la tercera clase.
El buen soldado era el propietario de tierras. No solo porque no se podía ocultar a la codicia de los enemigos, sino principalmente porque trabajar la tierra, según Jenofonte, era una escuela de virtud para el ciudadano, en la que adquiría las cualidades de vigilancia, fuerza y justicia que forman la base del espíritu militar.
El buen soldado era también padre de familia, porque la preocupación por conservar la libertad de sus hijos era otro buen motivo para combatir.

## El imperialismo ateniense

Imperio ateniense hacia el 450 a. C.

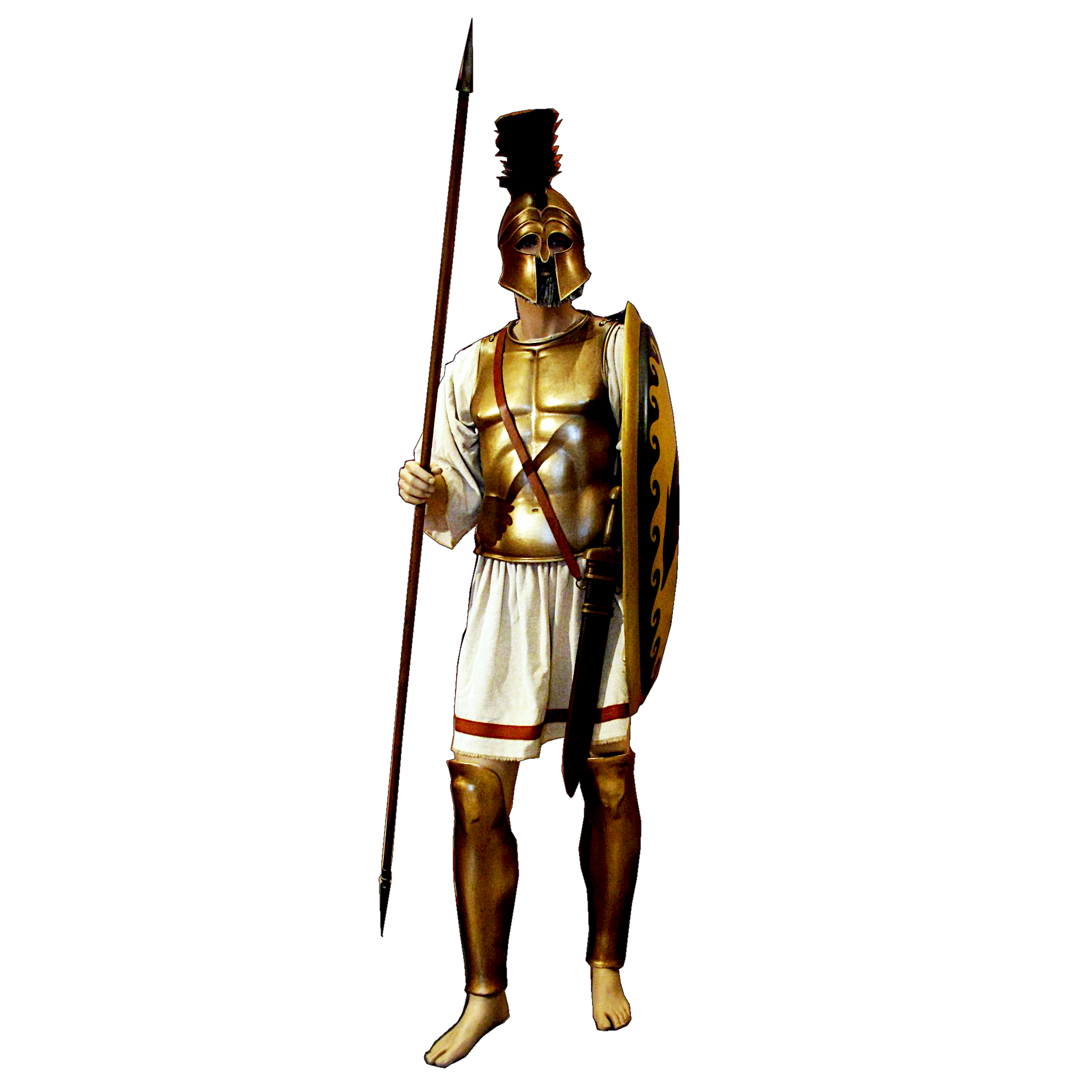
Hoplita ateniense.

Atenas, después de las guerras médicas en las que contribuyó más que ninguna ciudad a la derrota de los invasores, trataba de atribuirse la hegemonía y de conservarla después, al margen de las aspiraciones independentistas de las ciudades aliadas y de hecho dominadas por Atenas, al margen también de la hostilidad de Esparta y de sus aliados del Peloponeso, que no podían admitir la supremacía ateniense.
Para establecer y conservar el dominio sobre las islas del mar Egeo y muchas de las ciudades marítimas de la costa de Asia Menor, para garantizar su abastecimiento de cereales, que, procedentes en gran parte del Ponto Euxino debían atravesar los estrechos, Atenas necesitaba una numerosa flota comercial y una poderosa marina de guerra.
Sabemos que, desde la decisiva acción de Temístocles en los años anteriores a Salamina (480 a. C.), la talasocracia ateniense dominó efectivamente toda la cuenca oriental del Mediterráneo hasta el desastre del 404 a. C.
En el siglo IV a. C., Atenas intentará mantener el dominio del mar, que perdió sobre todo a partir del 377 a. C., año en que creó la Segunda Liga ateniense.
Por otra parte, durante toda la época antigua Atenas necesitó un ejército de tierra para hacer frente a los ataques de sus vecinos de Beocia y del Peloponeso y, llegado el caso, para atacarles en su propio territorio.
No obstante, Atenas se limitaba casi siempre a defenderse de los hoplitas de Esparta y Tebas.
Cuando Ifícrates proponga un reparto de la hegemonía entre ambas ciudades para que cesen las rivalidades funestas entre Atenas y Esparta, considerará con la mayor naturalidad asociar el poder naval de Atenas con el poder terrestre de los lacedemonios.
La guerra del Peloponeso (431-404 a. C.) fue un conflicto militar de la Antigua Grecia que enfrentó a las ciudades formadas por la Liga de Delos (encabezada por Atenas) y la Liga del Peloponeso (encabezada por Esparta).
Tradicionalmente, los historiadores han dividido la guerra en tres fases. Durante la primera, llamada la guerra arquidámica, Esparta lanzó repetidas invasiones sobre el Ática, mientras que Atenas aprovechaba su supremacía naval para atacar las costas del Peloponeso y trataba de sofocar cualquier signo de malestar dentro de su Imperio. Este período de la guerra concluyó en 421 a. C., con la firma de la Paz de Nicias. Sin embargo, al poco tiempo el tratado fue roto por nuevos combates en el Peloponeso lo que llevó a la segunda fase. En 415 a. C., Atenas envió una inmensa fuerza expedicionaria para atacar a varios aliados de Esparta. La expedición ateniense, que se prolongó del 415 al 413 a. C., terminó en desastre, con la destrucción de gran parte del ejército y la reducción a la esclavitud de miles de soldados atenienses y aliados.
Esto precipitó la fase final de la guerra, que suele ser llamada la guerra de Decelia.

## El ejército espartano

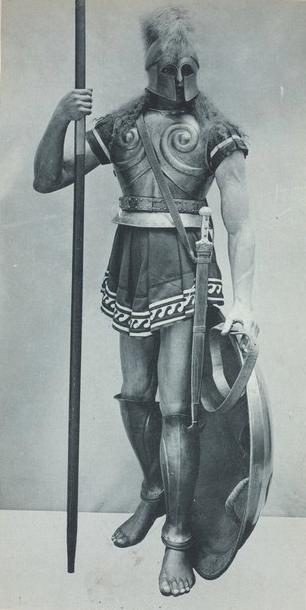
Hoplita espartano.

Este poder terrestre de Esparta se basaba en primer lugar en un sistema educativo desde la infancia totalmente orientado a la preparación para la guerra. De los 16 a los 20 años, el adolescente se convertía en irene de primer, segundo, tercer o cuarto año. El «irenado» correspondía a la efebía ática, con la diferencia de que esta era más breve, dos años tan solo.
A los 20 años, todo espartano se incorporaba al ejército activo, pero su formación militar no había finalizado. La educación de los espartanos se prolongaba hasta la edad madura. De los 20 a los 30 años, estos jóvenes guerreros seguían viviendo, aunque estuvieran casados, con sus «camaradas de tienda» y continuaban comiendo todos juntos (sisitias). Todavía no se les permitía el acceso al ágora, ni podían ejercer sus derechos políticos. Para ellos la vida familiar no podía empezar hasta después de los 30 años, pero alterada además por la costumbre de esas comidas en grupo. A los 60 años, el espartano quedaba al fin liberado del servicio militar y podía formar parte del Senado (Gerusía). Pero seguía pasando mucho tiempo en los gimnasios vigilando los ejercicios de los niños y las luchas de los irenes.
El ejército espartano, mandado por uno de los dos reyes que vigilaban a menudo los éforos, estaba compuesto únicamente por los hoplitas, ciudadanos de pleno derecho o periecos.
Esta infantería pesada estaba dividida en cinco regimientos (mores o moras), mandados por los polemarcos, a cuya orden estaban los locagós, jefes de batallón, los pentecontarcas, comandantes de compañía, y los enomotarcas, jefes de sección.
Las distintas unidades maniobraban con tal flexibilidad que provocaron la admiración del ateniense Jenofonte, sobre todo por pasar de la formación de marcha en columna a la formación en línea: un movimiento de conversión ponía al instante a todas las secciones a la altura de la sección de cabeza, que se había detenido; si en ese momento hubiera aparecido por detrás una tropa enemiga, cada fila habría llevado a cabo una sabia contramarcha para que los mejores soldados estuvieran siempre frente al enemigo en primera línea.
Los hoplitas de Esparta se distinguían a simple vista de los de otras ciudades por el color de su túnica y por su cabellera. Sus túnicas eran de color escarlata para que, según decían, «la sangre no se notara», mientras que en el ejército ateniense, por ejemplo, solo el traje de los oficiales estaba adornado con franjas púrpuras. LLevaban el pelo largo, lo que en la Grecia de Pericles era un arcaísmo.
Antes de la batalla limpiaban y cuidaban esa cabellera que, por lo general, debían llevar bastante descuidada. Antes de la batalla de las Termópilas, un jinete persa enviado por Jerjes como observador al campo de Leónidas I consiguió sorprender a los soldados espartanos «algunos de los cuales, nos dice Heródoto, se dedicaban a realizar ejercicios, mientras que otros se peinaban».
Esparta tenía plena confianza en sus hoplitas, decididos a morir in situ antes que retroceder. Tenía una caballería muy exigua.
En el campo la disciplina era muy estricta, y la menor falta se castigaba con bastonazos. Las faltas graves suponían la muerte o la degradación militar y la pérdida de los derechos cívicos.
La única debilidad de Esparta desde el punto de vista militar (debilidad que a la larga fue mortal) era la falta de hombres, la oligantropía. Sus hoplitas eran admirables, pero escasos. La casta de «los Iguales» (homoioi), cuya existencia material estaba ligada a las propiedades rurales (cleroi) cultivadas en su provecho por las clases inferiores, era sumamente cerrada y, por egoísmo, limitaba el número de hijos, hasta el punto de que la pérdida en las batallas la redujeron sin cesar y terminaron por aniquilarla literalmente.
En Platea, en el 479 a. C., había 5000 hoplitas espartanos (acompañados por 5000 hoplitas periecos y por una multitud de 35 000 ilotas ligeramente armados); un siglo después, en Leuctra en el 371 a. C., habría ya tan solo 700 hoplitas espartanos.
Sin embargo, los hoplitas de Esparta siguieron siendo, a causa de su perfecto entrenamiento y de su sentido del honor y de la disciplina, y a pesar de su reducido número, los dueños indiscutibles de los campos de batalla, hasta el momento preciso de la batalla de Leuctra, donde fueron vencidos por el ejército tebano de Epaminondas.

## El ejército beocio

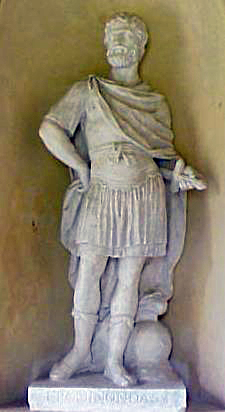
Epaminondas: reformador del ejército beocio.

Los beocios siempre tuvieron una de las mejores caballerías de Grecia. Sus hoplitas no llevaban el escudo redondo habitual, sino un escudo ligeramente ensanchado por ambos lados.
En el siglo IV a. C., Górgidas creó el famoso «batallón sagrado» de Tebas, una tropa de élite de 300 hombres nada más, pero concebida como una «unidad de choque». Los hoplitas de este batallón eran parejas de amantes. En Tebas, cuando un joven llegaba a la edad de enrolarse, era su erastés quien le regalaba su equipo militar completo, la panoplia
Epaminondas logró por fin dominar la táctica de los lacedemonios mediante un nuevo sistema de combate: el ataque en orden oblicuo, y así es como pudo vencer a los guerreros de Esparta.
Teniendo en cuenta la afirmación de las Helénicas de Oxirrinco 11, 4, en el sentido de que cada una de las once partes de la Liga Beocia aportó 1000 hoplitas y 100 soldados de caballería a la batalla de Delio (424 a. C.), se trataría aproximadamente de los dos tercios de las fuerzas hoplíticas y de casi toda la caballería.
La profundidad (báthos) de la formación era un rasgo característico de la falange hoplítica tebana. En el caso de la batalla de Delio formaron  «con una profundidad de veinticinco escudos» (ep' aspídas dè pénte mèn kaì eíkosi), en una formación cerrada de veinticinco en fondo, y el pasaje en que Tucídides informa de esta batalla es la primera mención de la profundidad de la falange tebana que se mostraría tan efectiva en el siglo IV a. C.
En Jenofonte se lee que los tebanos, en la batalla de Leuctra, formaron «con una profundidad de no menos de cincuenta escudos» (la primera indicación de Jenofonte respecto a la gran innovación táctica de Epaminondas, la falange oblicua [loxē phálanx]), que reforzaba en profundidad y colocaba los mejores elementos en el ala izquierda, convirtiéndola en la principal fuerza de choque, contrariamente a lo que era habitual.

## Organización militar de Atenas: la efebía

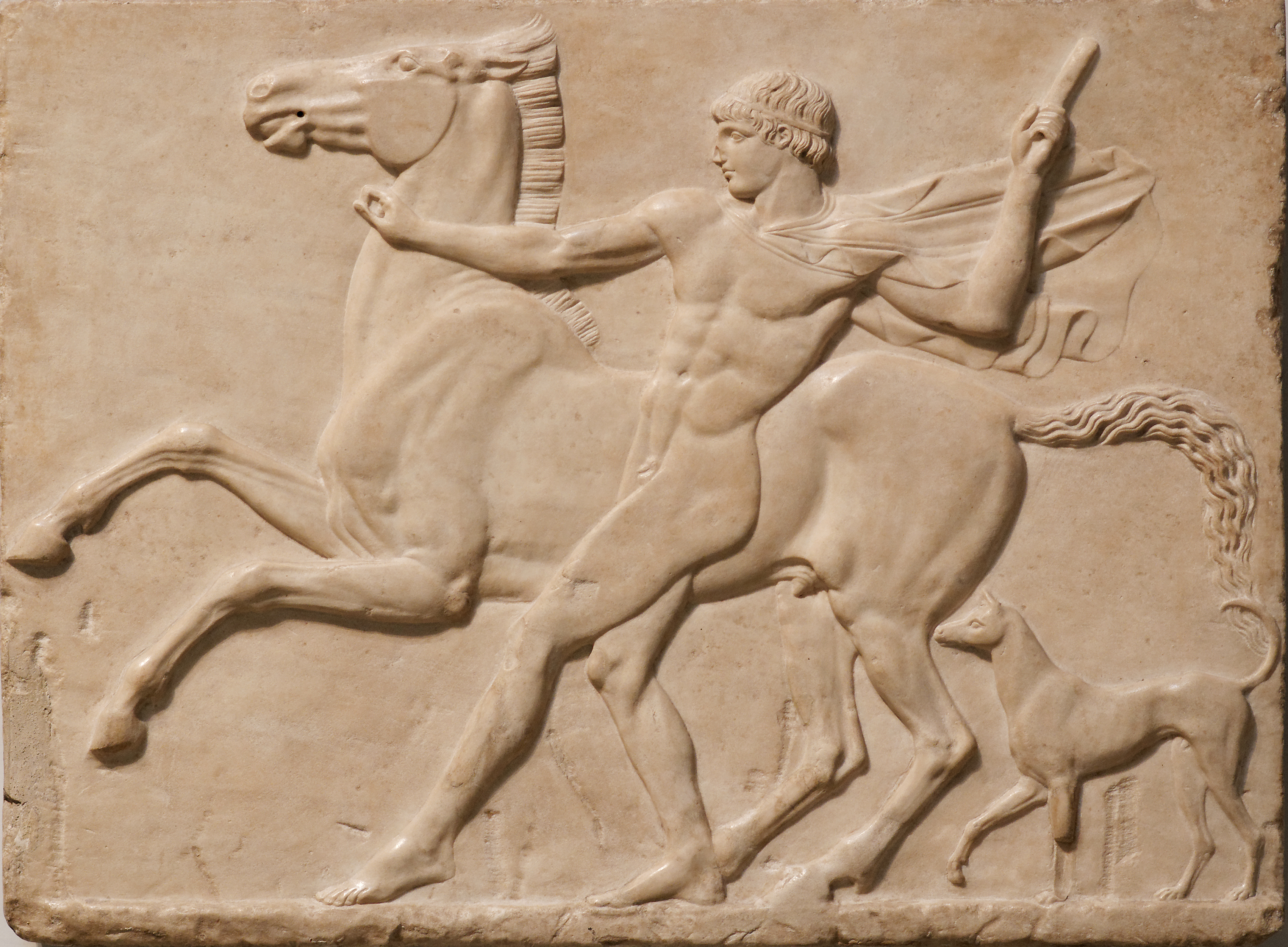
Efebo acompañado por su perro, intentado amaestrar a su caballo por medio de un bocado de metal, desaparecido hoy. Bajorrelieve romano de mármol, inspirado en los modelos clásicos griegos, c. 125.

En Atenas, la infancia y el comienzo de la adolescencia se desarrollaban con mayor libertad y en condiciones muy diferentes a Esparta.
El joven ateniense se ejercitaba con regularidad en la palestra, bajo la dirección del pedotriba, y la gimnasia era una preparación normal para el oficio de las armas: la lucha, la carrera, el salto y el lanzamiento del disco desarrollaban la fuerza física y la elasticidad. En cuanto a la quinta prueba del pentatlón, el lanzamiento de jabalina, se trataba ya de un ejercicio puramente militar.
Para los hombres adultos, que habían superado ya la edad de la efebía (griego antiguo, ἡ ἐφηβία), la gimnasia constituía el mejor medio de mantenerse en forma y de entrenarse entre dos campañas. En el siglo V a. C., la mayoría de los atenienses de todas las edades proseguían con este entrenamiento que les mantenía preparados para soportar las fatigas militares.
A partir del siglo IV a. C., hubo cierto relajamiento en la práctica del deporte. En esa época fue precisamente cuando las ciudades griegas trataron de confiar a soldados mercenarios la tarea de defenderlos, a cambio de un sueldo, mientras que antes de la guerra del Peloponeso, los ejércitos griegos estaban compuestos casi exclusivamente por ciudadanos.
Todo ateniense tenía que servir a su polis de los 18 a los 60 años. De los 18 a los 20, era efebo. En este momento realizaba su aprendizaje militar.
De los 20 a los 50 años, como «hoplita del catálogo (lista de reclutamiento)» o como jinete, formaba parte del ejército activo, alguna de cuyas clases, y a veces todas, se movilizaban al comienzo de la campaña militar fuera del país (éxodos).
De los 50 a los 60 años pasaba a ser veterano, los presbytatoi, que con los efebos y los metecos de cualquier edad integraban una especie de ejército territorial encargado de defender las fronteras y las plazas fuertes del Ática.
En tiempos de paz, el grueso del ejército solo era una milicia disponible, excepto los efebos, que durante dos años estaban ocupados por entero en sus ejercicios y, por esa misma razón, exentos de cualquier deber político o incluso de comparecer ante la justicia. Eran ciudadanos desde el momento de su ingreso en la efebía, pero no ejercían sus derechos hasta que habían transcurrido esos dos años.
El ateniense pasaba, pues, 42 años de servicio, y cada una de estas 42 clases se designaban con el nombre de un héroe epónimo. Los ciudadanos que habían llegado a los 60 años quedaban liberados de toda obligación militar y se convertían en diaitetas, árbitros públicos, algo parecido a los «jueces de paz».
Al inicio de la guerra del Peloponeso en el 431 a. C., Atenas poseía un ejército activo de 13 000 hoplitas y 1000 jinetes, así como un ejército territorial de 1400 efebos, 2500 veteranos y 9500 metecos, unos 27 400 hombres.
A pesar de una teoría de origen alemán que ha prevalecido durante largo tiempo, es cierto que en el siglo V a. C. existía la efebía. Los hoplitas de Maratón habían recibido seguramente una formación militar. Solo cabe preguntarse si a partir de ese momento todos los atenienses estaban obligados a pasar por la efebía, es decir, si la clase humilde, los tetes, que eran sobre todo remeros de la flota, estaban exentos de ella. Aristóteles nos describe con detalle la institución en el siglo IV a. C., que tal vez no había sufrido cambios importantes desde la época de Pericles.
A comienzos del año ático, en el mes de Hecatombeon, los jóvenes atenienses de 18 años se inscribían como demotas, esto es, como miembros del demo de su padre. La asamblea del demo comprobaba su edad y decidía mediante votación si eran hijos legítimos y de condición libre. Cualquier impugnación suponía su remisión ante un tribunal de la Heliea, y el joven convicto de impostura era vendido inmediatamente por el Estado como esclavo.
Más tarde la Boulé sometía a los efebos a un nuevo examen. Las aptitudes físicas de los jóvenes las valoraban, sin duda alguna, bien la asamblea del demo, bien la Boulé en un consejo de revisión e incluso un tribunal en caso de impugnación.
En el templo de la diosa Aglauro, al norte de la Acrópolis, los efebos prestaban más tarde este juramento, con la mano extendida sobre el altar:

No deshonraré las armas sagradas que llevo; no abandonaré a mi camarada de lucha; combatiré por la defensa de los santuarios del Estado, y transmitiré a la posteridad no una patria empequeñecida, sino más grande, más poderosa, en la medida de mis fuerzas y con la ayuda de todos. Obedeceré a los magistrados, a las leyes establecidas y las que se instituyan debidamente; si alguien intentara abolirlas, se lo impediré con todas mis fuerzas y con la ayuda de todos. Honraré los cultos de mis padres. Tomo como testigos a las divinidades: Aglauro, Hestia, Enio, Enialio, Ares y Atenea, Areia, Zeus, Talo, Auxo, Hegemones, Heracles, los Límites de la patria, los Trigos, las Cebadas, las Viñas, los Olivos y las Higueras.

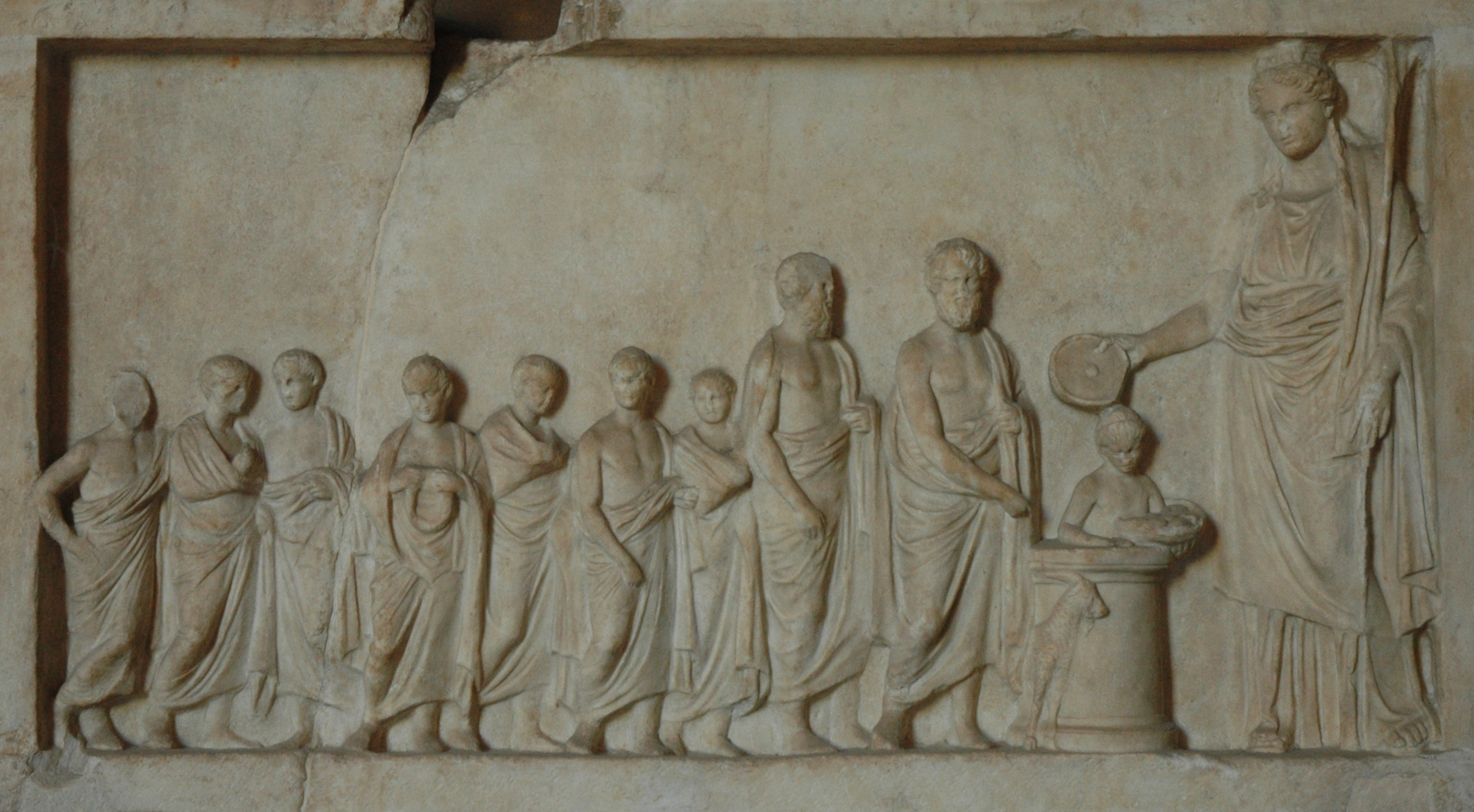
Sacrificio de una cabra: siete efebos (a la izquierda), dos hombres barbudos (sacerdotes o magistrados) y un criado, depositan ofrendas sobre el altar; la diosa (a la derecha, tal vez Deméter) sujeta un cetro y una fíala con ónfalo. Mármol Pentélico, final del

Esta lista de divinidades, sobre todo Aglauro, Talo, Auxo, y la inclusión de los límites y de los frutos del Ática tenían un carácter arcaico muy evidente: dicha fórmula de juramento es seguramente anterior al siglo V a. C.
Para dirigir a los efebos, el pueblo elegía a un sofronista (censor) por tribu, de una lista de tres nombres elegidos por los padres de los efebos, y un cosmeta (director), jefe de todo el cuerpo efébico. Él nombraba también a los instructores de los efebos (pedotribas) y a los maestros especiales que les enseñaban a luchar como hoplitas (hoplomaquia), a tirar con el arco y lanzar la jabalina: en la época de Aristóteles se había añadido un instructor para maniobrar la catapulta, recientemente inventada. El traje distintivo de los efebos, la clámide, parece haber sido, en su caso, negra.
El año de servicio se iniciaba dos meses después del comienzo del año civil, en Boedromion. Cosmeta y sofronistas empezaban por llevar a sus efebos a visitar los santuarios del Ática (que deberán defender), luego acudían a El Pireo donde estaban acuartelados, unos en Muniquia, otros en la Acté.
El sofronista recibía dinero para los efebos de su tribu (cuatro óbolos por cabeza y día) y compraba lo necesario para la alimentación de todos, pues comían por tribus.
Tal vez se hacía ya entonces la división entre infantería y caballería, en esta escuela de efebía, pero no es seguro. El cosmeta debía preocuparse por convertir a los efebos en buenos jinetes y enseñarles a lanzar la saeta desde el caballo.
De este modo transcurría el primer año, al final del cual se celebraba en el teatro una asamblea del pueblo, donde se pasaba revista a los efebos en movimientos de orden cerrado. En ese momento el Estado les daba un escudo y una lanza, hacían marchas militares por el Ática y estaban acuartelados en las fortalezas.
Durante ese segundo año, los efebos se comportaban como peripoloi, esto es, como soldados patrulleros en torno a las fortalezas de Eléuteras, de Filé y de Ramnunte.
En Ramnunte, unas inscripciones del siglo IV a. C. permiten evocar la vida de los efebos y sus relaciones con la población local. Los ejercicios de los efebos requerían un elevado consumo de aceite y los ciudadanos de Ramnunte contribuían con sus propios fondos, con una generosidad que les suponía agradecimiento y honores (coronas) otorgados por los efebos y sus jefes.
El pequeño teatro de Ramnunte tenía una animación especial gracias a la presencia de los efebos: Sentados en los lugares de honor (de la proedría), los magistrados del demo y los oficiales de la guardia participaban en los espectáculos que allí se celebraban, sobre todo concursos de comedias.

## Panoplia

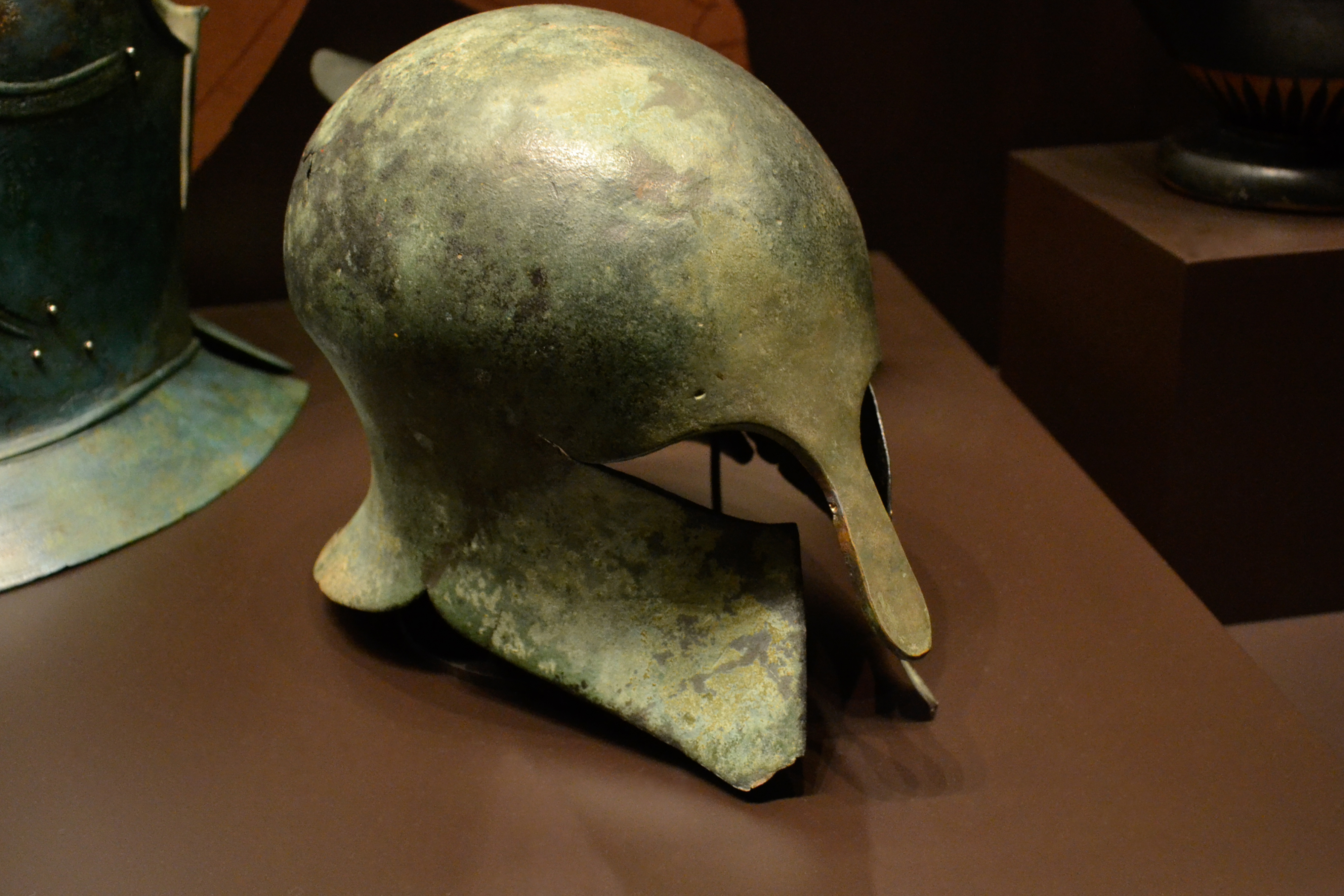
Casco corintio.

El hoplita tenía una panoplia formada por armas defensivas y ofensivas.

### Armas defensivas
El casco ático del siglo V a. C. (cranos) era menos pesado que el de épocas anteriores y estaba adornado con una cimera menos molesta. Por encima de un gorro de fieltro estaba formado por una semiesfera metálica cubierta por una cimera que adopta la misma curva, y por protectores de mejillas articulados, a veces también con nasal y un protector de nuca.

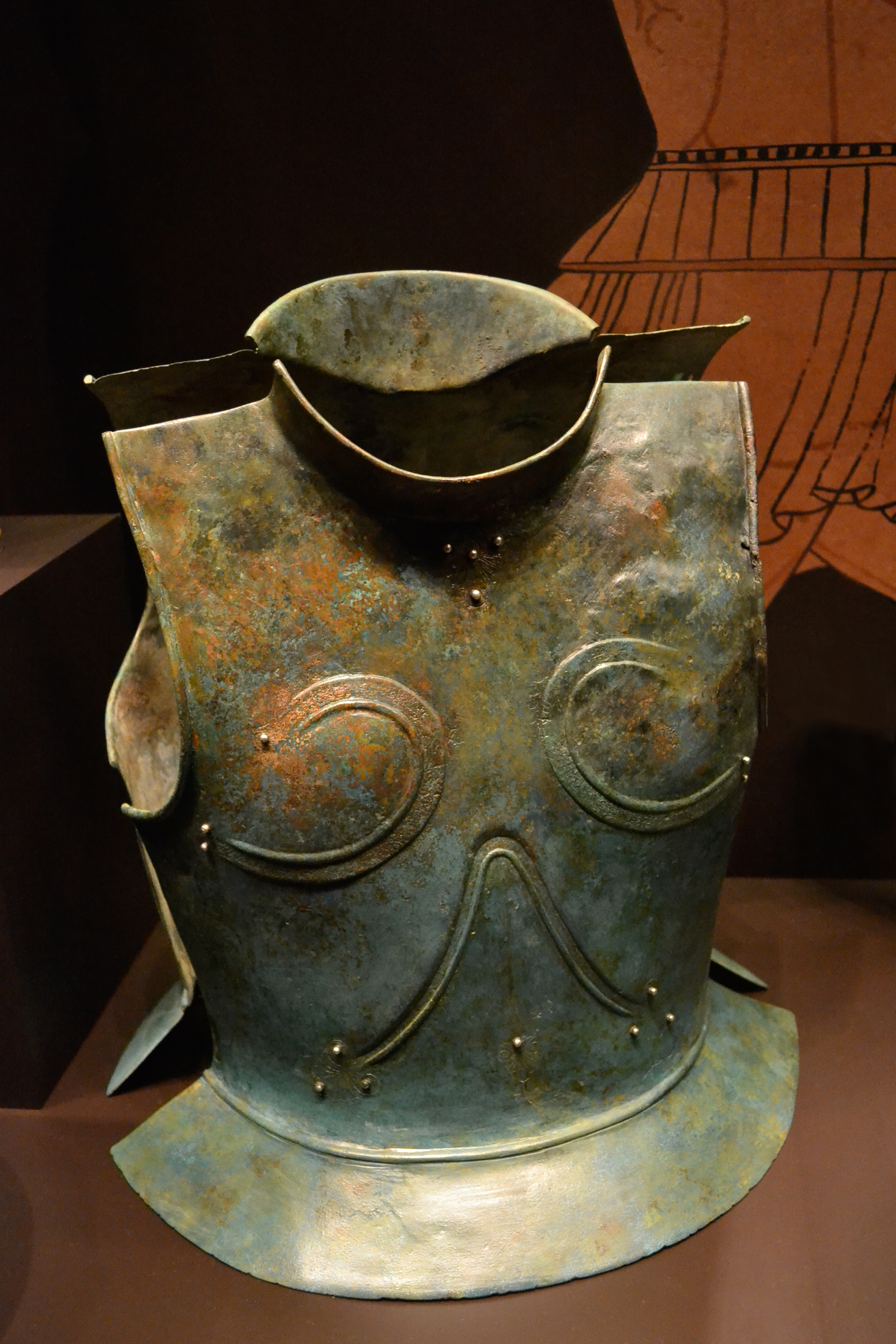
Coraza.

La coraza (thorax), casi siempre de bronce, estaba formada por dos piezas, anterior y posterior, unidas por dos grapas o ganchos. Terminaba un poco más abajo de la cintura, dejando los muslos al descubierto casi por completo. Con frecuencia estaba adornada con dibujos o con líneas que subrayaban los músculos del tórax. Otras veces llevaban una especie de jubón de cuero o lino, reforzado por láminas de metal.
Las piernas las llevaban cubiertas desde la rodilla al tobillo por unas canilleras de bronce (cnémidas), cuyo uso fue desapareciendo a lo largo del siglo V a. C.
El escudo (aspís) ático, a diferencia del escudo ensanchando lateralmente de los beocios, solía ser redondo y de bronce, de unos 90 cm de diámetro. También podía estar formado por discos de piel de buey cosidos unos con otros, sujetos por una montura de madera o metal y adornados en la cara externa con placas de metal. La cara exterior era siempre convexa y llevaba en el centro un saliente (ómfalos) adornado a veces con cabezas de Gorgona, que tenían un valor religioso (apotropaico), protección contra la mala suerte, u otros símbolos (episemas). Esta decoración podía ser bastante rica, sin rivalizar, sin embargo, con la del escudo de Aquiles, obra del dios Hefesto.
La cara interna constaba de una o dos empuñaduras por las que el hoplita metía la mano y el brazo izquierdo. Fuera de la batalla, se pasaba por estas empuñaduras una correa que permitía colgar el escudo al hombro mediante un talabarte.

### Armas ofensivas

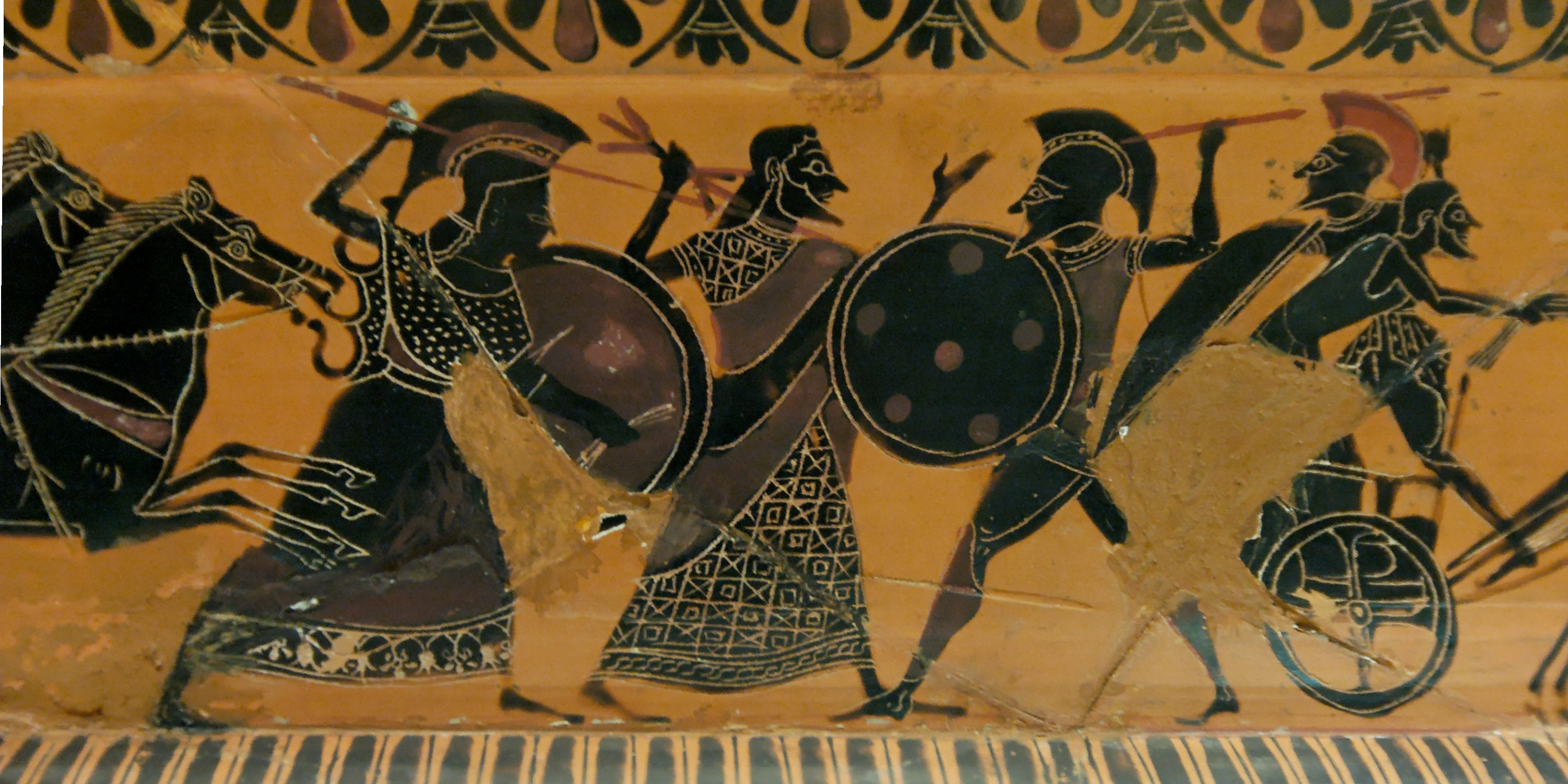

Las armas ofensivas varían menos desde la época de Homero que el equipo defensivo. Seguían siendo la lanza y la espada.
La lanza (dóry), arma de choque, era una larga vara de madera, de unos 2 m, en uno de cuyos extremos había una punta de metal, a veces plana en forma de hoja, otras veces maciza, en forma de pirámide muy alargada. El asta, de madera de fresno por lo general, estaba cubierta de bandas de cuero en la parte por la que se sujetaba. En la parte inferior tenía un regatón metálico destinado a servir de contrapeso a la punta que, en algunos casos también era puntiaguda, de forma que la lanza se pudiera utilizar por los dos extremos.
La espada (xifos) no era una simple daga, sino un arma de guerra que podía sustituir a la lanza en el combate directo, en el cuerpo a cuerpo. La espada del hoplita tenía una hoja rectilínea con doble filo. Podía tener una longitud total, puño incluido, de 60 cm. Se llevaba colgada del hombro izquierdo mediante un talabarte. Después de las guerras médicas, el hoplita utilizaba asimismo una espada corta, tan solo un poco más larga que un puñal.
Los ejércitos griegos tenían igualmente tropas ligeras carentes de equipo defensivo, excepto a veces un pequeño escudo, como los honderos, lanzadores de jabalina (acontistas) y arqueros, y en el siglo IV a. C., los sirvientes de un arma nueva llamada catapulta.
La honda (sfendoné) estaba compuesta por dos cordoncillos de lana o de crin a los que se sujetaba un bolsillo de cuero donde se colocaba una piedra o una pelota de arcilla, de plomo o de bronce en forma de huso. El tirador imprimía al conjunto un rápido movimiento giratorio y luego lanzaba el extremo de uno de los cordones. La piedra o pelota lanzada por la fuerza centrípeta llegaba incluso a una distancia de casi 200 m.
La jabalina de guerra (acontion), una especie de lanza de reducidas dimensiones, estaba provista de un propulsor.

## Las tropas terrestres de Atenas
Bajo el mando supremo del arconte polemarco, y más tarde de los estrategos, el cuerpo de los hoplitas atenienses estaba dividido en diez unidades, que incluían a la infantería de las diez tribus, mandadas a su vez por los diez taxiarcas, oficiales elegidos por el pueblo, cuyos mantos estaban bordados con anchas franjas púrpura. Cada taxiarca designaba a los jefes de compañía (locagós).

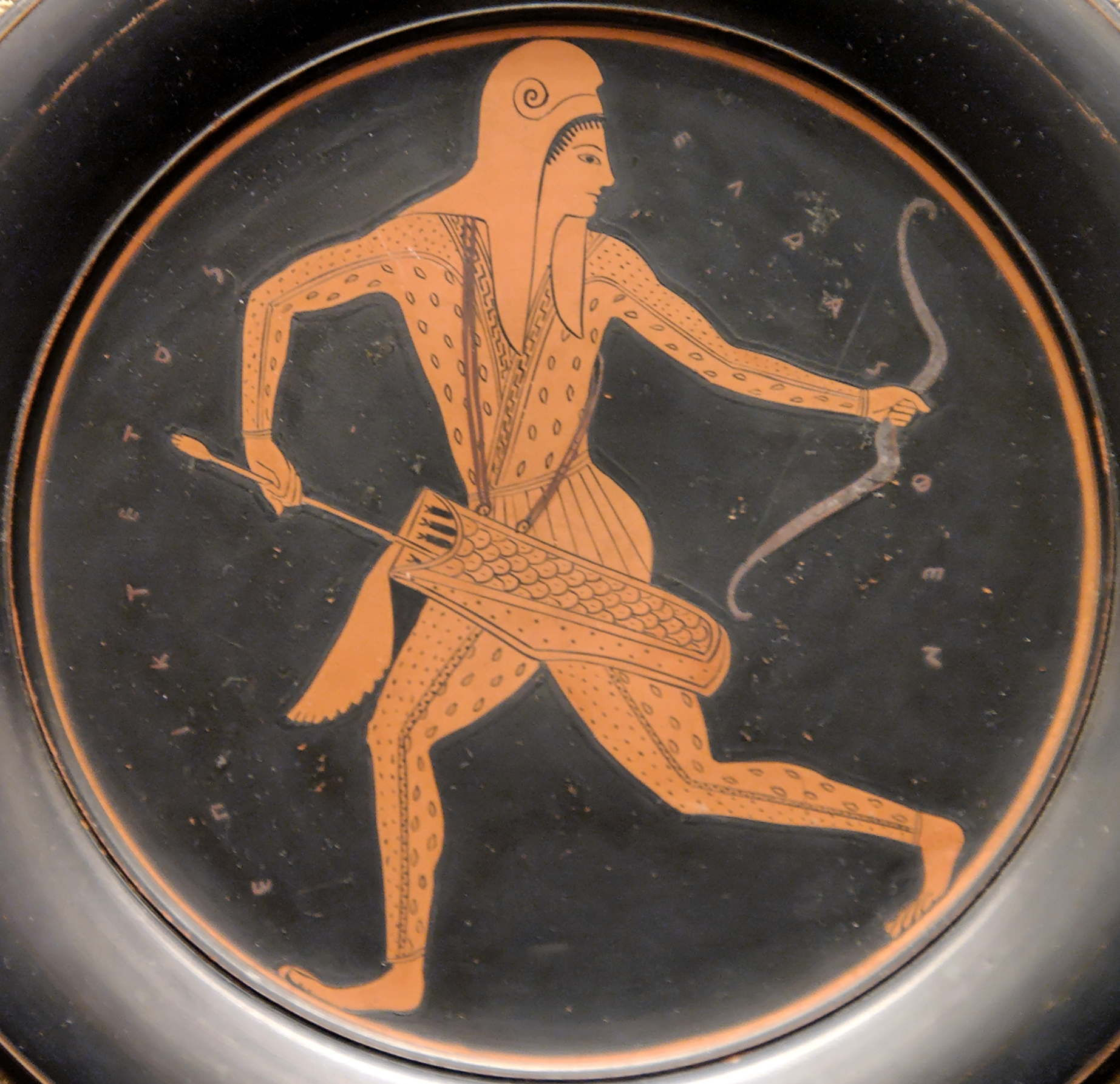
Arquero escita.

El estratego ateniense Ifícrates creó en el siglo IV a. C. un cuerpo de peltastas a los que dio un equipo más ligero que el del hoplita. El peltasta es solo un hoplita más ligero. Sus armas ofensivas eran la lanza y la espada.
Antes de las guerras médicas había en Atenas arqueros (toxotai) con traje escita que posiblemente eran atenienses vestidos así. Todavía, en Maratón, en el 490 a. C., el ejército ateniense no contaba ni con arqueros ni con jinetes, pero los numerosos arqueros y jinetes del ejército de Jerjes II obligaron a Atenas a formar cuerpos de estas tropas.
En Salamina y en Platea lucharon arqueros atenienses (480-479 a. C.). En la época de la guerra del Peloponeso, alcanzaron a ser un efectivo de 1600 hombres. Estos arqueros se reclutaron entre los ciudadanos más pobres, los (tetes). Llevaban el arco tradicional de doble curva.
En este cuerpo de arqueros a pie, y también en el de arqueros a caballo (hipotoxotai), había que distinguir con cuidado a los arqueros escitas, comprados por primera vez por Atenas cuando creó la Confederación de Delos en el 477 a. C. Estos esclavos actuaban como policía en Atenas, sobre todo en los tribunales, en la Ekklesía y en las asambleas de toda naturaleza. No eran soldados, sino policías.

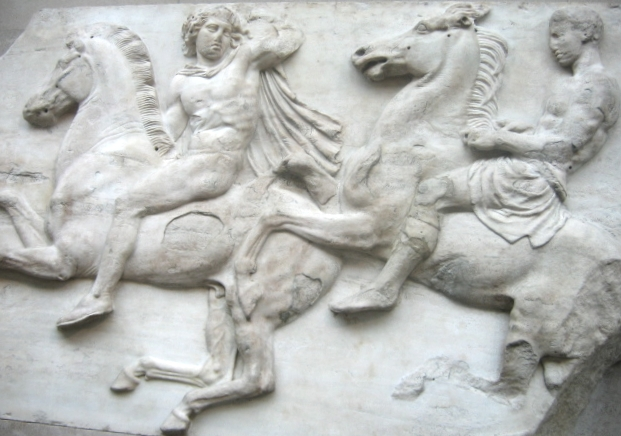
Jinetes del friso del Partenón.

Después de Maratón se creó asimismo un cuerpo de jinetes, que primero tuvo 300, luego 600 y finalmente 1000 caballos.
Este cuerpo se reclutaba entre las dos clases más acomodadas, la segunda de las cuales se llamaba precisamente la clase de los caballeros (hippeis). El Estado no aportaba el caballo, y la cría caballar era un privilegio de los atenienses ricos. Sus hijos tenían ocasión desde muy temprano de hacer cabriolas en los prados de Colono o en la ciudad, en las procesiones; llegaban a la edad militar siendo ya expertos en equitación.
El hiparco, jefe supremo de la caballería ateniense, elegido por el pueblo para un año, era el que reclutaba a los jinetes al final de la efebía. Pero esta elección la tenía que confirmar la Boulé, que cada año pasaba revista (dokimasia) a los jinetes y a sus caballos. El hiparco tenía bajo su mando a los diez filarcas que mandaban el escuadrón de una tribu, es decir, a unos 100 hombres.
El jinete ateniense iba armado con dos lanzas y una espada, por lo general curvada como un sable (kopis). No llevaba la coraza del hoplita y el escudo más que para los desfiles, y las cnémidas de bronce, que hubieran herido los costados de su montura, se sustituyeron por altas botas de cuero. En una época se vistió como los jinetes tracios: grueso manto de lana, rodilleras y gorro de zorro. Montaba a pelo, sin silla ni estribos, y el caballo estaba tan solo enjaezado, sin protección.
En el siglo IV a. C., el equipo de caballería tendió a ser más pesado, y Jenofonte aconseja a los jinetes que lleven una coraza a medida y manoplas, y que protejan a su caballo, sobre todo bajo el vientre, con un acolchado.
Los jinetes compartían cierta tendencia laconizante y se dejaban crecer el pelo igual que los espartanos. Aparecen en el friso de las Panateneas en el Partenón.
En la comedia Los caballeros, Aristófanes los representa con una simpatía evidente, aunque no carente de ironía, como valientes aferrados a las viejas costumbres  y al conservadurismo oligárquico, enemigos naturales de Cleón.
El ejército ateniense incluía también toda clase de servicios auxiliares, como el de los correos (hemerodromos), que para cumplir sus misiones de contacto o llevar noticias a Atenas debían ser capaces de correr durante todo un día (hemera) antes de entregar el mensaje a otro corredor.
Igualmente había médicos para cuidar a los heridos, como en el ejército de Agamenón en Troya, y adivinos, cuya función era muy importante.
Para transmitir con rapidez las noticias importantes, los griegos no solo utilizaban correos, sino también señales luminosas (realizadas con antorchas y hogueras) que, gracias a los relevos, constituían una verdadera red de «telegrafía óptica».

## Carácter religioso de la guerra
En Atenas sobre todo, el juramento de los efebos y su visita a los santuarios daba un carácter religioso a la entrada en la carrera de las armas.
En los ejércitos de todas las ciudades griegas había numerosos ritos que jalonaban el comienzo de cada campaña militar y las distintas etapas de la guerra.
Antes de decidir una guerra, se consultaba a los dioses dirigiéndose, por ejemplo, al oráculo de Apolo Pitio, o incluso a los oráculos o adivinos locales.
Una vez decidida la guerra, no se rompían las hostilidades hasta que el heraldo, personaje investido de un carácter sagrado, hubiera procedido a la declaración solemne de guerra. Llegado el caso, el heraldo también llevaba las propuestas de tregua o de paz. La declaración de guerra entre dos polis se caracterizaba jurídicamente por la interrupción de toda relación entre ambas, a través de los heraldos (akerictí).
En cuanto el ejército estaba preparado para partir, no podía ponerse en camino cualquier día. Los espartanos llegaron a Maratón después de la batalla, porque un escrúpulo religioso les prohibía entrar en campaña antes de la luna llena.
La expedición a Sicilia, iniciada un día nefasto, terminó en catástrofe.
En el momento en que el ejército estaba listo par la marcha, su jefe ofrecía un sacrificio y pronunciaba una oración.
Si era devoto, como Nicias, tenía mucho cuidado en no olvidar las imágenes de los dioses de Atenas y un altar portátil donde ardía el fuego perpetuo de la ciudad. Asimismo llevaba con él varios adivinos, pues durante la campaña no se podía adoptar ninguna decisión importante sin consultar previamente a los dioses.
Cuando los dos ejércitos estaban ya alineados frente a frente para la batalla, en cada campo el jefe, asistido por los adivinos, dirigía a los dioses unas plegarias consagrándoles las personas y los bienes de los enemigos. También inmolaban víctimas y los adivinos trataban de descifrar los presagios en sus entrañas.
Podía ocurrir que uno de los adversarios iniciara la acción y que el otro no intentara defenderse, si los dioses no se habían pronunciado con claridad: en Platea, el ejército espartano, inmóvil, con las armas a los pies y el escudo en el suelo, recibió una lluvia de flechas mientras esperaba que los dioses hablaran.

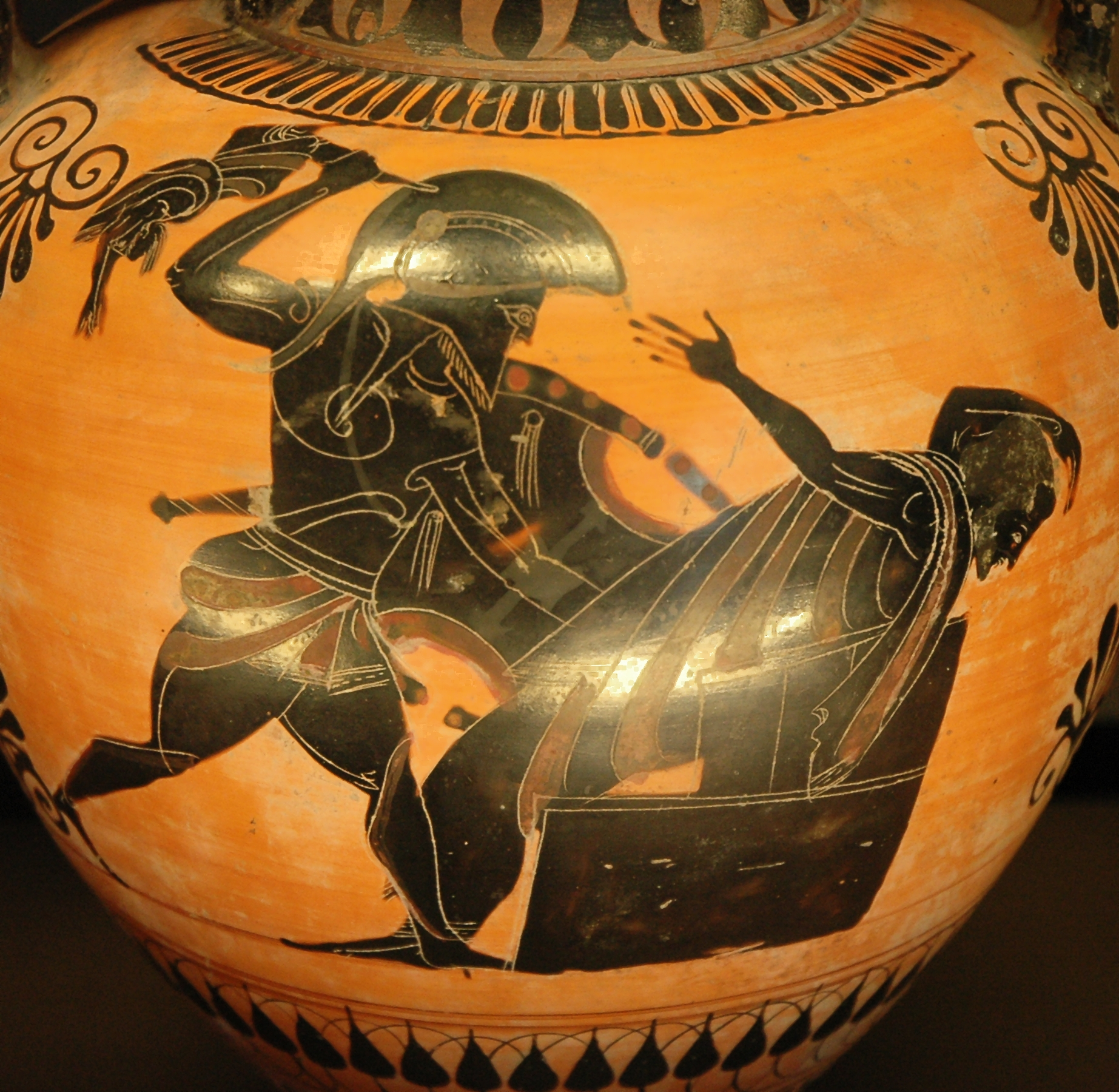
Neoptólemo mata a Príamo.

En la lucha, los dioses y los héroes no abandonaban a sus fieles, sino que luchaban con ellos. En la batalla de Maratón contra los persas, muchos soldados atenienses creyeron ver a Teseo en armas, que se lanzaba a la cabeza contra los bárbaros.
En época homérica, solo se hacían prisioneros para inmolarlos después, ya que los dioses tenían derecho a ese sacrificio humano, excepto cuando se esperaba obtener un rescate del cautivo.
Todavía en época clásica era frecuente matar sin piedad a los enemigos vencidos en el mismo campo de batalla e incluso después de la batalla cuando se habían rendido. Se remataba a los heridos.
Cuando se tomaba una ciudad, se pasaba a cuchillo a las mujeres, a los ancianos y a los niños. Se vendía como esclavos a quienes se perdonaba la vida.
Esta era la guerra, consagrada, o más bien, impuesta por la religión. El vencedor tenía el deber de enterrar a sus muertos y de conceder una tregua a los vencidos, para que pudieran hacer lo mismo.
A los enemigos muertos y a los prisioneros se les quitaban las armas. Amontonadas en el campo de batalla o agrupadas sobre troncos de árboles, constituían el trofeo sagrado y objeto de culto que se dedicaba a los dioses. Ese maniquí cubierto de armas se consideraba una estatua divina.
Erigir el trofeo era mostrarse victorioso. Tras un combate de resultado incierto, podía ocurrir que ambos adversarios erigieran un trofeo.
En la época clásica no se consagraba a los dioses la totalidad del trofeo, sino solo una décima parte (decate), el diezmo. Éste es el origen de monumentos a menudo fastuosos que se apiñaban a lo largo de las vías sagradas de los santuarios panhelénicos, como en Delfos, y ante los cuales se escandalizaría Plutarco, sacerdote de Apolo Pitio:

Esos monumentos en los que el dios está rodeado por todas partes de primicias y diezmos, que son producto de matanzas, de guerras y de saqueos, y ese templo lleno de despojos y botines tomados a los griegos, ¿podemos ver todo eso sin indignarnos? ¿Cómo podemos no apiadarnos de los helenos cuando leemos en bellas ofrendas inscripciones tan vergonzosas como éstas: «Brásidas y los acantos con los despojos de los atenienses», «los atenienses con los despojos de los corintios», «los focenses con los despojos de los tesalios»?

Así como durante la campaña se arrasaban las tierras del enemigo y parecía normal arrancar las cosechas y talar los árboles, incluso los olivos, del mismo modo, tras la victoria, el territorio enemigo pertenecía al vencedor, que podía destruir las casas y hacer desaparecer cualquier signo de vida en esa tierra.
Cuando se firmaba un tratado de paz, los dioses presidían este acto solemne. En la fórmula del juramento se les nombraba como garantes y este juramento quedaba sellado con un sacrificio.

## Estrategia y táctica

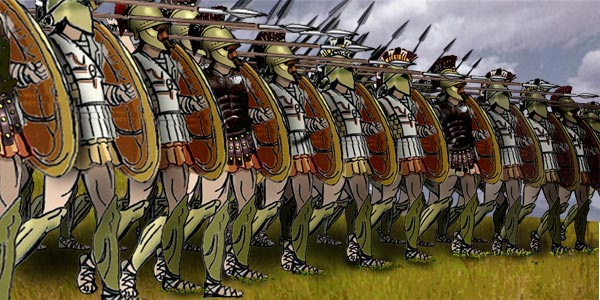
Reconstrucción moderna de una formación de falange hoplítica. En realidad el equipo no era uniforme (con la notable excepción de Esparta), puesto que cada soldado se procuraba su propia panoplia y la decoraba a su voluntad.

Cada ciudadano movilizado debía poner en su zurrón o más bien en su cesta (plecos) algo para alimentarse durante tres días; sobre todo pan, queso, aceitunas, cebolla y ajo. Esta es la razón por la cual Aristófanes habla a menudo de ese macuto que huele a cebolla y que simbolizaba todas las incomodidades de la vida militar.
La mayoría de las batallas campales de la época clásica eran choques brutales de falanges que se atacaban de frente a la carrera, cantando el peán en cuanto la trompeta daba la señal de ataque, como hicieron los atenienses en Maratón: se apresuraban para reducir el tiempo durante el cual podían causar bajas las armas arrojadizas lanzadas por las tropas ligeras del enemigo, y también para que el choque de las lanzas fuera más violento e irresistible.
Incluso los lacedemonios, los griegos más famosos por la forma de realizar las maniobras, y los mejor entrenados, se ponían en formación antes de atacar al enemigo y la conservaban mientras duraba la acción, salvo en casos de absoluta necesidad, pues cualquier cambio de táctica en contacto con el adversario era peligroso.
La lucha se decidía en acciones individuales, en monomaquias o duelos yuxtapuestos.
La estrategia seguía siendo muy elemental, al menos hasta la época de Ifícrates y Epaminondas.
La formación habitual entre los espartanos era de ocho filas en fondo y cada hombre ocupaba aproximadamente un metro cuadrado, excepto si los jefes ordenaban apretar filas y luchar codo a codo, escudo contra escudo.
La aparición de la caballería después de Maratón cambió un poco el aspecto de las batallas. Estaba encargada de las misiones de reconocimiento y de toma de contacto.
En el 394 a. C. delante de Corinto, el joven ateniense Dexíleo pereció con otros cuatro jinetes en una misión sumamente peligrosa que se les había confiado. Su monumento funerario en el cementerio del Cerámico lo representa matando con su lanza a un enemigo al que pisotea su caballo.
La caballería servía también para perseguir, para matar a los enemigos huidos. En medio de los soldados de infantería que huían, sobre todo los hoplitas con su pesado equipo, solo un hombre tan valiente y dueño de sí mismo como Sócrates tenía alguna posibilidad de salvarse.
Desde que en el 480 a. C., las tropas de Jerjes II tomaron y saquearon Atenas, se construyeron y reforzaron las murallas, gracias sobre todo a Temístocles.
La arquitectura militar haría grandes progresos en el siglo IV a. C., como demuestran las ruinas de Mesene.
Las distintas fortalezas del Ática solo tenían una función secundaria, y la de Ramnunte, por ejemplo, que empezó siendo un simple puesto de observación, no merece en realidad el nombre de ciudadela hasta poco después de las obras iniciadas hacia el 412 a. C., durante la Guerra de Decelia.
Como los ejércitos del siglo V a. C. no disponían apenas de máquinas de sitiar eficaces, resultaba muy difícil tomar por la fuerza las ciudades bien fortificadas. Durante la guerra del Peloponeso, que duró casi 30 años, los lacedemonios y sus aliados, a pesar de que asolaron el Ática en diversas ocasiones, ni siquiera intentaran asaltar el conjunto poderosamente defendido que constituían Atenas y El Pireo, unidos por los Muros Largos.
Tan solo una escalada por sorpresa o el bloqueo por hambre de los sitiados podía poner fin a la resistencia de una ciudad decidida a defenderse. Algunas veces era la traición la que abría sus puertas.
Para acortar los periodos de asedio y reducir a los sitiados por la sed, los asaltantes no dudaban en interceptar las aguas, procedimiento que, sin embargo, lo prohibía la anfictionía délfica.
En el siglo IV a. C., Eneas el Táctico escribió una obra, que se ha conservado, sobre el arte de defender una plaza sitiada. En ella se encuentran toda clase de consejos minuciosos sobre el cierre y la vigilancia de las puertas, las consignas y las señales, los puestos de observación que se deben establecer, las salidas que hay que hacer, las rondas, las máquinas de asedio que empezaban a aparecer y las máquinas con las que los asediados podrían contrarrestar su acción, la manera de incendiar las máquinas de los saltantes, los medios de impedir la escalada, es decir, todas las argucias que se podían utilizar para disuadir al enemigo.
Eneas recomendaba también, en las noches oscuras y tormentosas, atar fuera de la muralla perros que descubran desde lejos a los espías y a los tránsfugas, y se sabe que los perros jugaron un papel nada desdeñable en la protección de las fortalezas.
El siglo IV a. C. es un siglo de transición y de rápido avance en el arte militar. La falange macedonia y el desarrollo del arte de los asedios (poliorcética) darán a las guerras del periodo helenístico un aspecto distinto y alejado del de las batallas de la Ilíada.

## La flota de guerra ateniense

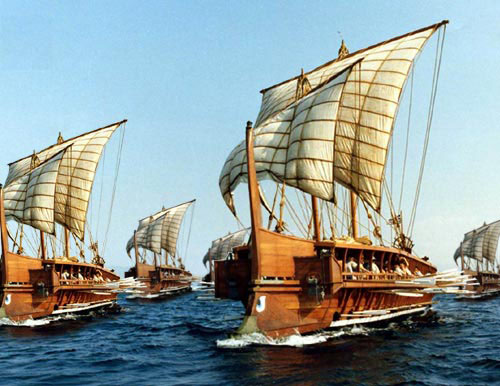
Reconstrucción de trirremes griegos.

En el mar es donde Atenas era más poderosa porque en el siglo V a. C. ejercía una verdadera talasocracia. Y sin embargo, en el 490 a. C., el año de la batalla de Maratón, todavía no poseía una flota digna de ese nombre, como tampoco tenía caballería.
Fue Temístocles quien impulsó el poder naval de Atenas. Comprendió, sin esperar a que el oráculo de la Pitia dijera que «sólo sería inexpugnable una muralla de madera», que la ciudad necesitaba muchos barcos de guerra para defenderse contra la flota de Egina y sobre todo contra la flota de Jerjes.
Fue él el que transformó a numerosos hoplitas atenienses en soldados de marina y marineros, hasta el punto de que más tarde se le acusó de haber convertido a nobles guerreros en viles remeros.
Aprovechando el descubrimiento de un nuevo filón, más rico, en las minas de plata de Laurión, logró que los atenienses, en vez de repartirse los beneficios de la explotación —quizás 100 o incluso 200 talentos— , prestaran a los 100 ciudadanos más ricos medios para construir trirremes.
Por otra parte, inició importantes obras en El Pireo, que sustituyó como puerto a la ensenada de Falero. Se acondicionaron y fortificaron las dársenas de Zea y Muniquia. Las construcciones y todos los preparativos necesarios se llevaron a cabo con tal rapidez que en el año 480 a. C., en la batalla de Salamina, Atenas pudo alinear 147 barcos de guerra dispuestos a hacerse a la mar, y otros 53 se mantenían de reserva, lo que hace una flota total de 200 trieres.
Gracias a los recursos del tributo pagado por las ciudades dominadas por el poder ateniense, esta flota aumentará todavía más a lo largo del siglo V.
En los siglos V y siglo IV a. C., contará normalmente con unos 300 o 400 trirremes, cantidad más que suficiente para garantizar el dominio de Atenas sobre el mar Egeo y los estrechos.

## Trierarquía y táctica naval
La organización de la trierarquía (literalmente: mando de la triere) también surgió al parecer en tiempos de Temístocles. Era una liturgia, como por ejemplo, la coregía.
Los strategoi designaban cada año a los trierarcas entre los ciudadanos capaces de soportar esta costosa carga, y no entre los mejores marinos, pues aunque el Estado aportaba el casco y, tal vez, los aparejos del navío, así como la tripulación, el trierarca debía realizar grandes gastos: debía instalar los aparejos por su propia cuenta, completarlos si era necesario y velar por su mantenimiento, así como realizar las reparaciones necesarias durante la campaña.
Él mandaba en el barco, pero el piloto, jefe de la tripulación que estaba a sus órdenes, era un marino con experiencia que le aconsejaba técnicamente cuando era necesario.
Hacia el final de la guerra del Peloponeso, los ciudadanos estaban demasiado empobrecidos para poder soportar la carga de la trierarquía. Entonces se permitió que dos sintrierarcas se asociaran para compartir los gastos de un solo trirreme. Cada uno de ellos mandaba el barco durante seis meses.
En el siglo IV a. C. la situación económica aún se agravó más y se ideó el sistema de simmorías para repartir con más equidad este oneroso servicio público.
La mayor parte de los remeros atenienses eran de la clase más humilde, thetes, a veces metecos e incluso -cuando se necesitaban hombres- esclavos a quienes se prometía la libertad si se comportaban adecuadamente. Solo para equipar 200 trirremes hacían falta más de 40 000 hombres. La paga diaria pasó de 3 óbolos a una dracma.
La partida de una flota ateniense en El Pireo era un gran espectáculo, sobre todo cuando se trataba de una expedición militar tan importante con la que navegó hacia Sicilia en verano del 415 a. C.:

Los atenienses y algunos aliados que se encontraban en Atenas bajaron al Pireo en el día señalado, al alba y se embarcaron para hacerse a la mar. Con ellos también bajaron, todos aquellos que quedaban en la ciudad, ciudadanos y extranjeros. Durante el trayecto sus esperanzas se mezclaban con lágrimas. No obstante, ante el despliegue de fuerza, dada la importancia de todos los efectivos que tenían a la vista, recobraban la confianza.

Los trierarcas de la ciudad habían cuidado con todo esmero la flota, sin reparar en gastos, y el Estado había asignado a cada hombre de la tripulación una dracma diaria, aportando también sesenta unidades rápidas de barcos sin equipar, más cuarenta transportes de tropas con un personal bien seleccionado para los servicios; los trierarcas por su parte añadieron una prima complementaria a la paga asignada por el Estado para los remeros de la primera hilera (tranitas) y para los oficiales, y también habían decorado y acondicionado las naves con suntuosidad; ninguno de ellos había reparado en gastos para que su barco se distinguiera por su hermoso aspecto y por su velocidad al desplazarse.

Cuando se terminó el embarque y se hubo colocado todo el material en su sitio, la trompeta ordenó silencio. Era el momento de las plegarias antes de la marcha: se hicieron, pero no sobre cada navío por separado, sino todos al mismo tiempo, al oír la voz del heraldo. En toda la armada se había mezclado el vino en las cráteras: soldados y jefes hicieron las libaciones con copas de oro y plata. También en tierra se sumaron a las plegarias la multitud de ciudadanos y todos los que se encontraban allí por amistad. Una vez cantado el peán y hechas las libaciones, la flota salió del puerto, al principio con los navíos en fila, pero luego rivalizaron ya hasta Egina para ver cuál era más rápido.

Pero enseguida acudirá el trirreme Salaminia, dedicado especialmente, igual que la Páralo, a los mensajes oficiales del Estado, para entregar a Alcibíades, uno de los tres comandantes en jefe, la orden de volver a Atenas para responder a una acusación de sacrilegio, y la orgullosa armada terminará sufriendo un desastre total.
Para el estudio de la táctica y la estrategia marítimas son muy instructivos los capítulos del Libro VII de la Historia de la guerra del Peloponeso de Tucídides, en los que el historiador cuenta las batallas navales ante Siracusa, que causaron la pérdida de esta numerosa y espléndida flota.
La estrategia naval era un arte muy difícil. Los atenienses lo dominaban, del mismo modo que los espartanos no tenían rival en las maniobras de los hoplitas.
El objetivo era embestir el flanco de los navíos enemigos. Para lograrlo, primero había que romper y envolver (periplous)la escuadra contraria y sembrar la confusión. Una maniobra peligrosa era la que consistía en pasar a toda velocidad a lo largo de un barco enemigo: al llegar a su altura, el agresor retiraba sus remos y con su espolón de proa rompía en pedazos los del adversario, que entonces se convertía en una presa fácil.
Para realizar en el mar semejantes maniobras de precisión, era necesario tener tripulaciones muy bien entrenadas. Jenofonte cuenta cómo, en el siglo IV a. C., Ifícrates, el creador de los peltastas, que también fue un gran almirante (navarco) formaba al navegar al personal de su flota:

Primero dejaba en su sitio las grandes velas como si fuera a combatir(...) Con frecuencia también, al acercarse a la costa donde la flota debía comer, a mediodía o por la noche, dirigía la cabeza de la escuadra hacia alta mar, cuando se acercaba al punto de desembarco, para luego ordenar una conversión que colocaba la proa de los trirremes frente a la orilla y, cuando se daba la señal, los dejaba partir, tratando todos de llegar los primeros a tierra; entonces era un gran premio llegar los primeros para buscar agua, y ser los primeros en comer. En la navegación diurna, al dar una señal, colocaba la escuadra unas veces en columna, otras en línea.

En este texto se ve lo cerca de la costa que solían navegar las flotas griegas, pues los marineros comían en tierra con frecuencia.

## Los muertos y los inválidos de guerra

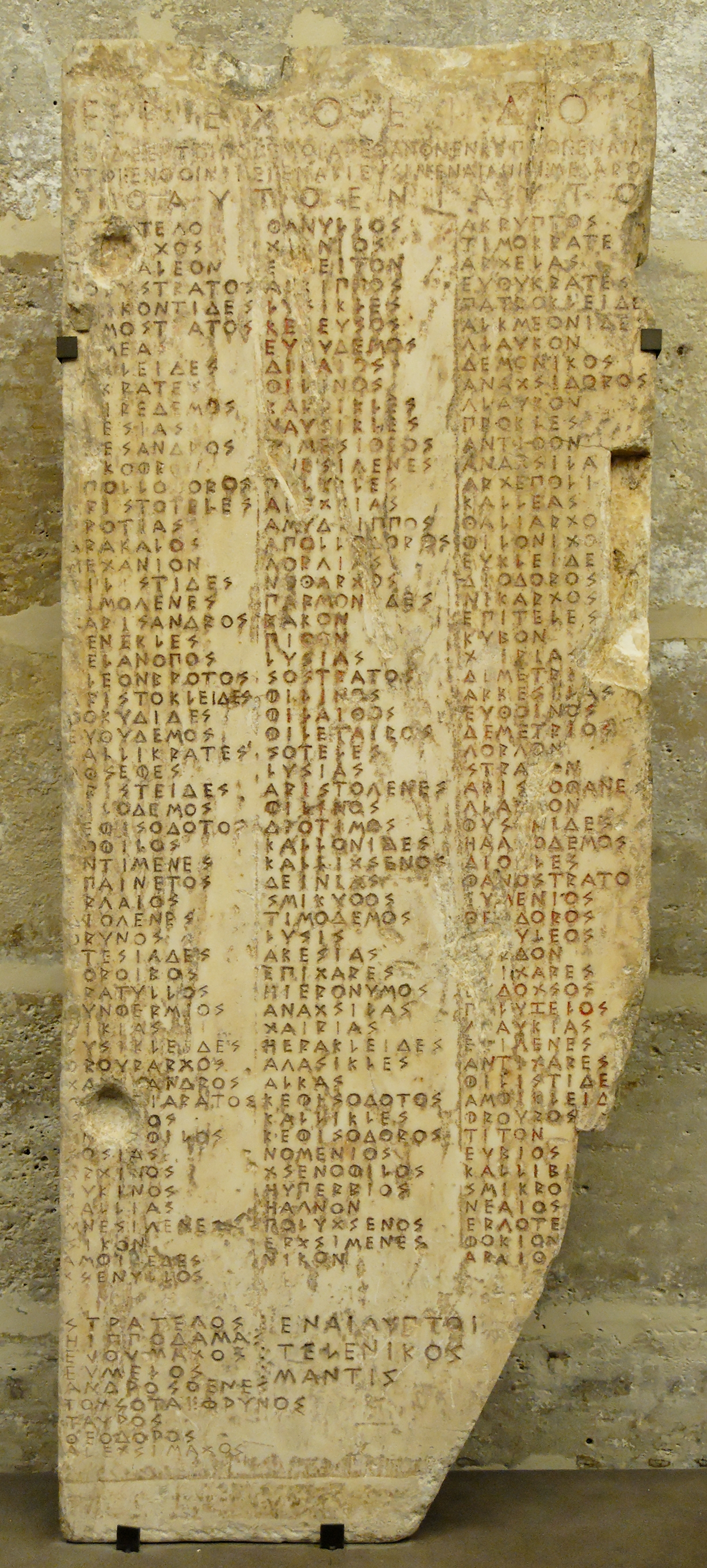
Monumento a los muertos de la tribu Erecteida, h. 460-459 a. C.

En Esparta, a los guerreros muertos en combate se les sepultaba envueltos en su manto escarlata, que les servía de mortaja, y se les cubría de ramas de olivo. Sus tumbas tenían escrito su nombre, mientras que las tumbas de los demás lacedemonios eran anónimas.
En Atenas, después de cada campaña se llevaban piadosamente a la ciudad los restos de los guerreros muertos y se les hacían funerales nacionales:

Tres días antes de las exequias, se alza una tienda bajo la cual se depositan los restos de los muertos y todo el mundo tiene que llevar ofrendas a su familiar muerto (casi siempre vendas de lana, coronas y guirnaldas de flores y de hojas, ramas o vasos funerarios). En la comitiva son conducidos por los carros con los féretros de ciprés, uno por cada tribu. Al mismo tiempo se lleva un lecho vacío y adornado en honor de los desaparecidos. Los ciudadanos y los extranjeros que lo desean forma parte del cortejo. Las mujeres rodean el féretro y lanzan gemidos. Los féretros se depositan en un monumento público, erigido en el barrio más bello de la ciudad (el Cerámico), y un orador elegido por el Estado pronuncia el elogio que ensalza el valor de los muertos.

En el 431 a. C. fue el propio Pericles quien pronunció este epitafio logos, cuyo recuerdo ha transmitido Tucídides.
En el monumento funerario, los nombres de los muertos se grababan por tribu, debajo de un título muy simple: «Lista de los atenienses muertos en tal campaña, de la tribu Erectea...», pero a menudo también un breve poema, un epigrama funerario exaltaba su heroísmo.
La polis se hacía cargo de los huérfanos de guerra y garantizaba su manutención hasta la efebía. Entonces tenía lugar en la fiesta de las Grandes Dionisias, en el teatro, la entrega solemne de la armadura completa (panoplia) que el Estado ofrecía a cada huérfano.

En el momento en que se van a presentar las tragedias, el heraldo se adelanta, presenta a los huérfanos cuyos padres murieron en la guerra, adolescentes vestidos con el equipo de hoplita, y pronuncia la más bella proclama: «El pueblo ha educado hasta la adolescencia a estos jóvenes cuyos padres murieron como valientes guerreros; ahora los arma con esta armadura completa, deja que cada cual prosiga su carrera, encomendándoles a la Buena fortuna, y los invita ocupar la primera fila (proedría) en el teatro».

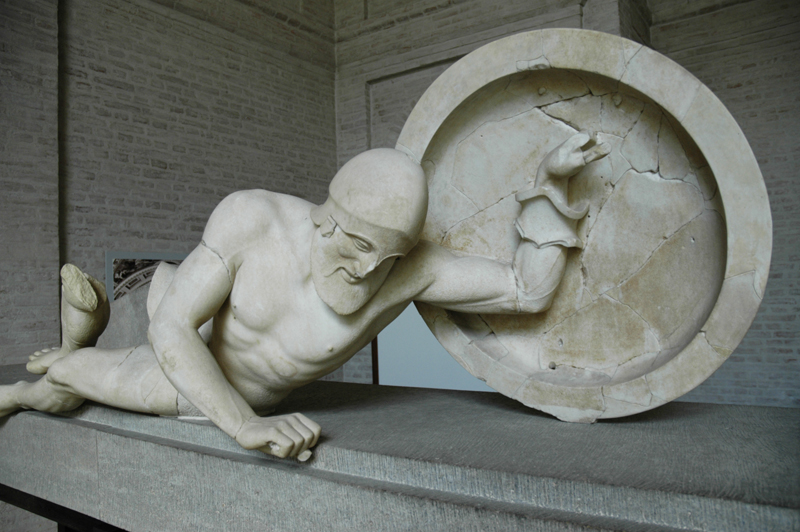
Laomedonte agonizante, figura E-XI del frontón este del templo de Afea, c. 505 a. C.-500 a. C.

En cuanto a los atenienses que han sobrevivido a las heridas pero que están inválidos o enfermos, la polis también les presta ayuda: una ley, atribuida a Pisístrato, ordena que la ciudad se haga cargo de alimentar a los mutilados de guerra.
Hay que distinguir esta ley de la que concedía una pensión diaria de dos óbolos a todos los enfermos civiles que carecían de recursos: el inválido para el que Lisias escribió un alegato no es, desde luego, un inválido de guerra, porque en ese caso, cómo sacaría a relucir sus méritos militares en el momento en que se habla de suprimirle la pensión.

## La guerra entre griegos
Los hoplitas atenienses de Maratón, los de Esparta en las Termópilas y en Platea, los marineros y los epibatas de Atenas en Salamina salvaron a Grecia: sin ellos la civilización griega hubiera perecido sin desarrollarse, la Hélade se hubiera convertido en una satrapía persa.
Pero después de las guerras médicas, Grecia volvió contra sí misma toda su energía y su experiencia guerreras. Uno de los episodios más atroces y más significativos de la guerra del Peloponeso es el de Melos, en el 416 a. C. Esta pequeña isla doria del mar Egeo cometió el error, a los ojos de los atenienses, de querer ser neutral entre «los dos grandes» que entonces estaban en guerra. Hay que leer en Tucídides el trágico diálogo de los enviados atenienses y de los magistrados de Melos.
Los melios no cedieron y el ejército ateniense sitió Melos durante más de un año, pues la resistencia de ese puñado de hombres, celosos de su independencia, fue heroica: en una incursión mataron a muchos sitiadores. Los atenienses se vieron obligados a enviar refuerzos y ese fue el fin, que Tucídides cuenta en pocas palabras: 

Se sitió la plaza con más refuerzos, hubo una traición y los habitantes se rindieron a la voluntad de los atenienses. Estos mataron a todos los hombres en edad de llevar armas y vendieron como esclavos a las mujeres y los niños.

 Y los melios eran griegos, no bárbaros.
Matanzas como esta y las pérdidas en las luchas terrestres y marítimas debilitaron a Grecia y la dejaron sin hombres hasta el punto de que, en el siglo siguiente (siglo IV a. C.), para defender la ciudad tuvieron que contratar cada vez más a mercenarios, es decir, soldados extranjeros que ya no luchaban por patriotismo como ciudadanos, sino tan solo para vivir a cambio de una paga.
Ya en el 399 a. C. los «diez mil» griegos de la Anábasis, entre los que figuraba el ateniense Jenofonte, que contará sus hazañas, eran soldados de oficio que ponían su espada al servicio de quien les pagara mejor: su historia saca a la luz las funestas consecuencias de una larga guerra que dejó a los antiguos combatientes reducidos a enrolarse en cualquier parte como mercenarios.
Pero estos aventureros pronto no tendrán que cruzar el mar para ganarse la vida y ponerse al servicio de un príncipe persa: las propias ciudades de Grecia, entre las que volvían a surgir discrepancias, se disputarán sus servicios a precio de oro.
En vano Demóstenes exhortará a menudo a sus conciudadanos para que suban ellos mismos a los trirremes y sirvan como hoplitas: contra Filipo II prefirieron casi siempre recurrir a los mercenarios, y al final se decidieron, cuando ya era demasiado tarde, y fue en Queronea (338 a. C.) donde las mejores tropas de Atenas y de Tebas sucumbieron bajo la falange macedonia.
Las luchas fratricidas entre griegos privaron a la Hélade poco a poco de sus mejores hombres, ofreciendo con ello una presa lista a los conquistadores macedonios, y más tarde a los romanos.

## Consideraciones historiográficas
Para el historiador moderno no es como para los antiguos a los que les movía otras motivaciones, que radicaban en componer una obra destacada por sus cualidades estéticas y literarias que primaban sobre la exactitud, la precisión o la fidelidad. La búsqueda de un equilibrio formal se aliaba a la del detalle pintoresco e impresionante.
A estas dificultades se añaden la rareza o ausencia de datos de cifras dignos de confianza, los efectivos de los ejércitos, el número de muertos y de prisioneros en una batalla, en la cual se presentaba la eventual oportunidad de la conquista de una ciudad, han sido raramente utilizados sin reservas, ya que la magnificación literaria era la regla. En cualquier caso, ya en la Antigüedad, la investigación sobre el número de efectivos, presentaban obstáculos insalvables. Las estimaciones actuales que a menudo se ofrecen son mera especulación.
En cuanto a los datos topográficos y geográficos, Heródoto, Tucídides, Jenofonte, Polibio, los historiadores de Alejandro Magno y otros, se esforzaron por dar indicaciones lo más precisas posibles sobre el campo de batalla y sobre el terreno de las operaciones. En el caso más favorable, estos autores podrían beneficiarse de un conocimiento de primera mano de algunos lugares en los que se desarrollaron los acontecimientos que describían, pero no es la norma general. Se exigían a sí mismos menos sobre el momento y la cronología de la batalla que en determinar con alguna precisión el emplazamiento de esta, sobre lo que se tropezaban con considerables dificultades. Uno de los méritos de los historiadores de finales del siglo XIX y de comienzos del XX, por citar a algunos relevantes, Hans Delbrück, Johannes Kromayer, Georges Veith, o el clasicista estadounidense W. Kendrick Pritchett († 1998), es haber intentado fijar las fases de la batalla sobre el terreno. En ausencia de mapas, planos, de documentación iconográfica precisa, es difícil si no imposible representar un combate de la Antigüedad, donde entraban en liza hoplitas, jinetes, etc. Los relatos de los historiadores antiguos se basan en el testimonio de los espectadores o de los actores más o menos bien informados, más o menos competentes, más o menos imparciales. Era raro que hubiesen asistido en persona a los sucesos narrados, por lo que son tachados de parciales e inexactos por los historiadores modernos. Un historiador versado en geografía, topografía, etnología, estrategia, y a la vez buen narrador, son cualidades que solo tal vez Tucídides podría reunir, aunque sus relatos no son ni podían ser exhaustivos.  Incluido el historiador que hacía de lo racional un instrumento de análisis privilegiado, como Tucídides, la calidad de la composición y el estilo imponían obligaciones que perjudicaban ciertos pasajes.